# 馬龍
馬 龍（ま りゅう、簡: 马龙、繁: 馬龍、拼音: Mǎ Lóng マ・ロン、 1988年10月20日 - ）は、中国・遼寧省鞍山市出身の卓球選手。
2012年ロンドンオリンピック男子団体金メダル、2016年リオデジャネイロオリンピック、2021年2020年東京オリンピック男子シングルス及び男子団体金メダル、2015年・2017年・2019年の世界選手権男子シングルス3連覇、ワールドカップ男子シングルスで3度優勝するなど、数々の記録を打ち立てた世界チャンピオンである。史上初【全満貫】達成。史上初２回【大満貫】達成。ITTF世界ランキング１位に64ヶ月在位。卓球界史上最高の選手との呼び声高い。略称は「ML」「THE Dragon」
「THE Captain」「THE Dicdater」「GOAT」
2013年に世界卓球殿堂入りを果たした。

## 経歴

### ロンドンオリンピックまで
遼寧省鞍山市出身。2004年に早くもアジアジュニア選手権で優勝。さらに同年、神戸市で行われた世界ジュニア選手権男子シングルスで優勝し、早くも注目を集めるようになる。2005年以降はシニアの大会にも出場。2006年には世界選手権ブレーメン大会のメンバーに選ばれた。初出場ながら、王励勤、馬琳、王皓、陳玘とともに団体で優勝を果たした。
2009年の世界選手権横浜大会男子シングルスでは、準決勝で王皓に1-4で敗れ、続くダブルスも許昕とのペアで決勝まで進んだものの、陳玘/王皓ペアに1-4で敗れ、個人戦初優勝には至らなかった。しかし、同年11月からラクナウで開催されたアジア選手権では、男子シングルス・男子ダブルス（許昕ペア）・混合ダブルス（李暁霞ペア）・男子団体の4種目全てを制覇した。
2010年のアジア競技大会男子シングルスで優勝。また、同年1月には初めてITTF世界ランキング1位となった。
2011年、許昕とのペアで挑んだ世界選手権ロッテルダム大会では、男子ダブルスで初優勝を果たした。
ロンドンオリンピックのシングルスへは、出場枠が各国3人から2人に減らされたこともあり出場権を獲得できなかったものの、張継科・王皓とともに男子団体での金メダルの獲得に貢献した。

### 世界選手権3連覇
2013年には張継科、李暁霞とともに世界卓球殿堂入りを果たし、また2014年の世界選手権東京大会では1ゲームも失うことなく全勝し、中国の男子7連覇に貢献した。
2015年に行われた世界選手権男子シングルスでは、決勝で方博を4-2で破り、5度目の出場で世界選手権シングルス初優勝を果たした。
2016年の世界選手権クアラルンプール大会男子団体で金メダルを獲得。リオデジャネイロオリンピックでは、ロンドンで逃した男子シングルスの中国代表に内定。準決勝で水谷隼に4-2で勝利し、決勝で前回王者の張継科との対決を4-0のストレートで制し、オリンピックのシングルスで初めて金メダルを獲得した。団体戦ではシングルス全試合で勝利し、団体で自身2度目の金メダルを獲得した。また、中国選手では4人目となる「大満貫」（オリンピック、世界選手権、ワールドカップの3つの世界大会全てを制覇すること）もこのとき達成した。
2017年の世界選手権デュッセルドルフ大会では、決勝で樊振東を破りシングルス2連覇を達成した。しかし、6月、長年中国代表の総監督を務めた劉国梁の退任決定を受け、抗議のため樊振東・許昕と共に成都市で行われたITTFワールドツアー中国オープンをボイコットした。これを受け、中国の国家体育総局は馬らを非難し、国際卓球連盟も「卓球のイメージを損ねた」と述べた上で「あらゆる制裁を検討する」とし、同年10月に行われるワールドカップへの出場資格剥奪が懸念されていた。10月31日、国際卓球連盟はボイコットした馬ら3選手に対し2万ドルの罰金を科すことを発表した。ワールドカップでは、準決勝でティモ・ボルに敗れ、3位となった。
膝の故障により、2018年後半からはITTFワールドツアーや男子ワールドカップなどの国際大会を棄権する状態が続いていたが、2019年3月のワールドツアー・カタールオープンから国際大会に復帰し、同大会の男子シングルスで優勝。さらに同年の世界選手権ブダペスト大会では、樊振東や許昕、張本智和などの優勝候補と目された選手が次々と敗退する波乱の中、決勝でスウェーデンのマティアス・ファルクを4-1で破り、世界卓球選手権男子シングルスにおいて、ビクトル・バルナ、荘則棟に次いで史上3人目となる3連覇を54年ぶりに果たした。さらに男子ダブルスも王楚欽と組んで優勝し2冠を獲得。これにより世界卓球12冠となり、中国男子最多の王励勤の11冠を一気に抜き、荻村伊智朗に並ぶ男子歴代4位タイに浮上した。

### オリンピック連覇から現在まで
2020年東京オリンピックでも前回リオに引き続きシングルス・団体双方の代表に選出され、男子シングルスでは決勝で樊振東を破り、88年のソウルオリンピックで卓球が種目として採用されてから初となる五輪連覇を達成。団体でも出場した全試合で勝利して金メダルを獲得し、これにより馬龍は卓球では史上最多となる5つ目の金メダルを獲得した。
2022年世界選手権成都大会で団体戦史上最多を更新する10連覇に貢献。これにより世界卓球13冠となり、荻村伊智朗を抜き、ボフミル・バーナに並ぶ男子歴代3位タイとなった。
2023年世界選手権ダーバン大会で4年ぶりに個人戦に出場。男子シングルスではベスト4まで勝ち上がるも、準決勝で王楚欽に1−4で敗れ、史上3人目となる4度目の優勝とはならなかったが、銅メダルを獲得し、7枚目のシングルスのメダルとなった。
2024年世界選手権釜山大会で代表メンバーに選ばれ、2006年から9大会連続で団体戦出場となった（2020年は中止）。準決勝の開催国・韓国戦の3番で、李尚洙に2ー3で敗れ、2012年から続く連勝記録が途絶えた。決勝のフランス戦の3番で、シモン・ゴージに3−1で勝利し、世界選手権男子団体の史上最多を更新する11連覇を決めた。このタイトル獲得によって、世界卓球14冠とし、ボフミル・バーナの13冠を抜き、男子歴代単独3位に浮上した。
2024年4月のワールドカップ男子シングルスでは、準決勝では当時ITTF世界ランキング１位の王楚欽をストレートで破った。決勝では林高遠に3ゲーム連続で先取され王手をかけられるも、その後4ゲーム連続で奪い、9年ぶり3度目の優勝を果たした。このタイトル獲得によって、三大大会で史上初めて30冠に到達した。また、ワールドカップで劉詩雯に並ぶ歴代最多タイの11冠となった。
2024年パリオリンピックでは2大会ぶりにシングルスの代表の座を逃し、団体のみの選出となったものの、その団体戦で樊振東、王楚欽と共に中国の5連覇に貢献し、金メダルを獲得。これにより馬龍は自身が持つ卓球の史上最多を更新する6つ目の金メダルを獲得し、三大大会31冠とした。
2025年第1週のITTF世界ランキングで、世界ランキングから名前が消滅した。

## プレースタイル
ラケットはシェークハンドで、肩甲骨打法から放つフォアハンドドライブを武器としており、後陣からでも両ハンドドライブを連打することができる。しかもフォームが非常に安定しており軸がぶれることがない。全般的に技術が高く、バックハンド裏面サービスや持ち替え打法などの高等技術をも持ち合わせているので、あらゆる面でこれといった弱点もない。
サービスはフォアハンドの横回転系サービスが中心だが、回転が非常に切れており、弾道も低いためレシーブが難しい。
またレシーブはツッツキとストップをメインとしており、チキータやフリックをほとんど使わない。試合中はほとんど戦術を変えることがなく、シンプルなプレーをする。
かつてロンドンオリンピックのアジア大陸予選で日本の丹羽孝希に敗れた際に、課題の一つとして精神面の脆さが指摘されていた。しかし2015年での世界大会シングルス優勝で金メダルを手にして以降はこれも克服し、2016年リオデジャネイロオリンピックのシングルスで優勝を果たし、五輪、世界選手権、ワールドカップの3大大会のシングルスで全て優勝経験を持ついわゆる大満貫の達成者となった。また団体戦でもシングルで2勝し、金メダルに貢献した。

## エピソード
- 同年代の張継科とはジュニア時代からの友人であってライバル関係でもあり、国内外の様々な大会の決勝戦で馬龍対張継科の顔合わせがあった事から中国メディアではこれを「科龙大战（科龍大戦）」と呼んでいた。通算では12勝6敗と馬龍が勝ち越している[24]。

- 五輪、世界選手権、ワールドカップを制覇した大満貫を達成したのは中国男子では孔令輝、劉国梁、張継科に次いで4人目であるが、3大タイトルに加えてITTFプロツアーグランドファイナル、アジア競技大会、アジア選手権、アジアカップ、中華人民共和国全国運動会、全中国卓球選手権という中国国内・アジア・世界の各所で催された主要大会全てで優勝する「9冠」、いわゆる「全満貫」を成し遂げていたのは2024年のパリ五輪で樊振東が優勝するまで馬龍のみであった。また、1度目の大満貫達成後に2015年ワールドカップ、2017年世界選手権、2020年東京五輪を制覇した事により通算2度目の大満貫を達成しており、これは唯一馬龍のみの記録となっている。（女子では張怡寧が達成。）

- 2017年5月、ESPNは世界で最も有名なアスリート100人を発表し、71位に選出された。卓球選手では唯一トップ100にランクインした[25]。

- 馬龍カーボン、馬龍カーボン2、馬龍5、馬龍7など、ニッタクとの共同開発モデルのラケットがある。2021年3月1日より本人使用ラケットであるキョウヒョウ龍5がニッタクから日本国内でも発売されるようになった。
- 馬琳が持っていた中国代表としての世界卓球選手権への最多連続出場記録（15回）を塗り替えて17回に更新した。

## 主な戦績
- 2004年
  - アジアユース選手権ニューデリー大会 ジュニアの部 男子シングルス優勝
  - 世界ジュニア選手権神戸大会 男子シングルス優勝
- 2006年
  - 第48回世界選手権ブレーメン大会 男子団体優勝
  - ITTFプロツアー・グランドファイナル（2006 香港） 男子ダブルス優勝（郝帥と）
- 2007年
  - 第49回世界選手権ザグレブ大会 男子シングルス ベスト16
  - アジア選手権揚州大会 男子シングルス準優勝、男子ダブルス優勝
- 2008年
  - 第49回世界選手権広州大会 男子団体優勝
  - 男子ワールドカップ（リエージュ） 男子シングルス3位
  - ITTFプロツアー・グランドファイナル（2008 マカオ） 男子シングルス優勝
- 2009年
  - 第50回世界選手権横浜大会 男子シングルス3位、男子ダブルス準優勝（許昕と）
  - 男子ワールドカップ（モスクワ） 3位
  - アジア選手権インド大会 男子シングルス優勝、男子ダブルス優勝（許昕と）
  - ITTFプロツアー・グランドファイナル（2009 マカオ） 男子シングルス優勝
- 2010年
  - 第50回世界選手権モスクワ大会 男子団体優勝
  - 2010アジア競技大会卓球競技　男子シングルス優勝
- 2011年
  - 第51回世界選手権ロッテルダム大会 男子シングルス3位、男子ダブルス優勝（許昕と）
  - ITTFプロツアー・グランドファイナル（2011 ロンドン） 男子シングルス優勝
  - 全中国卓球選手権　男子シングルス優勝
- 2012年
  - 第51回世界選手権ドルトムント大会 男子団体優勝
  - ロンドンオリンピック 男子団体優勝
  - 男子ワールドカップ（2012 リヴァプール） 優勝
- 2013年
  - 第52回世界選手権パリ大会 男子シングルス3位
  - 中華人民共和国全国運動会卓球競技　男子シングルス優勝
- 2014年
  - 第27回卓球アジアカップ2014（武漢） 男子シングルス優勝
  - 第52回世界選手権東京大会 男子団体優勝
  - 2014年アジア競技大会卓球競技 男子団体優勝
  - 男子ワールドカップ（2014 デュッセルドルフ） 準優勝
- 2015年
  - 第53回世界選手権蘇州大会 男子シングルス優勝
  - 男子ワールドカップ（2015 ハルムスタッド） 優勝
- 2016年
  - 第53回世界選手権クアラルンプール大会 男子団体優勝
  - リオデジャネイロオリンピック 男子シングルス金メダル、男子団体金メダル
- 2017年
  - 第54回世界選手権デュッセルドルフ大会 男子シングルス優勝
  - 中華人民共和国全国運動会卓球競技　男子シングルス優勝
  - 男子ワールドカップ（リエージュ）男子シングルス3位
- 2018年
  - 男子ワールドカップ （2018 ロンドン）男子団体優勝
  - 第54回世界選手権ハルムスタッド大会 男子団体優勝

## 成績

### 最高成績

#### シングルス
- オリンピック 金メダル (2016、2020)
- 世界選手権 金メダル (2015、2017、2019)
- ワールドカップ 優勝 (2012、2015、2024)
- ITTFワールドツアーグランドファイナル 優勝 (2008、2009、2011、2015、2016、2020)
- WTTグランドスマッシュ 準優勝（2022、2023、2024)
- WTTチャンピオンズ 準優勝（2023）
- WTTスターコンテンダー 準優勝（2023）
- アジア競技大会 優勝 (2010)
- アジア卓球選手権 優勝 (2009、2012、2013、2023)
- アジアカップ 優勝 (2008、2009、2011、2014)
- 全国運動会 優勝 (2013、2017)
- ジュニア選手権 優勝 (2004)

#### ダブルス
- 世界選手権 金メダル (2011、2019)
- アジア競技大会 優勝 (2014)
- アジア卓球選手権 優勝 (2007、2009)
- ITTFワールドツアーグランドファイナル 優勝 (2006)
- WTTグランドスマッシュ 優勝（2024)
- WTTスターコンテンダー 準優勝（2023）
- WTTコンテンダー 優勝（2024）
- 全国運動会 準優勝 (2017)
- ジュニア選手権 準優勝 (2004)

## 実績
- 世界選手権歴代6位14冠（男子歴代3位）
- オリンピック歴代1位6冠
- ワールドカップ歴代1位タイ11冠
- 三大大会（上記三大会）歴代１位31冠

## 世界ランキング
|        | 1月 | 2月 | 3月 | 4月 | 5月 | 6月 | 7月 | 8月 | 9月 | 10月 | 11月 | 12月 |
| ------ | --- | --- | --- | --- | --- | --- | --- | --- | --- | ---- | ---- | ---- |
| 2003年 |     |     |     |     |     |     |     |     |     | 300  | 301  | 308  |
| 2004年 | 195 | 203 | 199 | 197 | 195 | 197 | 185 | 163 | 163 | 161  | 161  | 169  |
| 2005年 | 135 | 138 | 138 | 119 | 121 | 120 | 126 | 129 | 129 | 51   | 49   | 21   |
| 2006年 | 21  | 16  | 18  | 18  | 19  | 18  | 20  | 20  | 20  | 16   | 16   | 17   |
| 2007年 | 19  | 16  | 8   | 8   | 8   | 9   | 7   | 7   | 6   | 6    | 7    | 4    |
| 2008年 | 4   | 4   | 4   | 4   | 4   | 3   | 3   | 3   | 3   | 3    | 3    | 3    |
| 2009年 | 3   | 3   | 3   | 3   | 3   | 3   | 2   | 2   | 2   | 2    | 2    | 2    |
| 2010年 | 1   | 1   | 1   | 1   | 1   | 1   | 1   | 1   | 1   | 1    | 1    | 1    |
| 2011年 | 2   | 4   | 3   | 5   | 5   | 5   | 5   | 5   | 2   | 1    | 1    | 1    |
| 2012年 | 1   | 1   | 1   | 1   | 1   | 2   | 2   | 2   | 2   | 2    | 2    | 2    |
| 2013年 | 3   | 2   | 1   | 1   | 2   | 2   | 1   | 1   | 1   | 1    | 1    | 1    |
| 2014年 | 1   | 1   | 2   | 2   | 2   | 2   | 2   | 2   | 3   | 3    | 2    | 2    |
| 2015年 | 2   | 2   | 1   | 1   | 1   | 1   | 1   | 1   | 1   | 1    | 1    | 1    |
| 2016年 | 1   | 1   | 1   | 1   | 1   | 1   | 1   | 1   | 1   | 1    | 1    | 1    |
| 2017年 | 1   | 1   | 1   | 1   | 1   | 1   | 1   | 1   | 1   | 1    | 1    | 1    |
| 2018年 | 7   | 7   | 9   | 6   | 6   | 2   | 6   | 7   | 6   | 6    | 11   | 11   |
| 2019年 | 12  | 12  | 12  | 11  | 5   | 5   | 5   | 3   | 3   | 3    | 4    | 3    |
| 2020年 | 3   | 3   | 3   | 3   | ー  | ー  | ー  | ー  | ー  | ー   | 3    | 3    |
| 2021年 | 3   | 3   | 3   | 3   | 3   | 3   | 3   | 2   | 2   | 2    | 2    | 2    |
| 2022年 | 2   | 2   | 2   | 2   | 2   | 2   | 2   | 2   | 2   | 2    | 3    | 3    |
| 2023年 | 2   | 2   | 2   | 3   | 3   | 3   | 3   | 3   | 3   | 3    | 3    | 3    |
| 2024年 | 3   | 3   | 4   | 3   | 2   | 2   | 3   | ６  | 6   | 6    | 8    | 8    |
| 2025年 |     |     |     |     |     |     |     |     |     |      |      |      |